# معركة كركوك (2015)
اندلعت معركة كركوك في ليلة 29 يناير / كانون الثاني عام 2015 حيث هاجم حوالي 150 مقاتلاً من تنظيم داعش المواقع التي كانت تسيطر عليها البشمركة جنوب وغرب مدينة كركوك . بدأ هجوم تنظيم داعش تحت غطاء الضباب الكثيف ونجح في السيطرة على مواقع البشمركة والاستيلاء على بلدات ملا عبد الله ومريم بيج وتل وارد ومعبر مكتب خالد. كما تم الاستيلاء على أجزاء من حقول خباز النفطية واحتجزت 24 عاملاً كرهائن. مات ما لا يقل عن 25 من مقاتلي البشمركة بينهم عميد. قُتل اللواء شيركو شواني قائد اللواء الأول وأعلى قائد في قوات البشمركة في كركوك بعد أن حاصره المهاجمون وأطلقوا عليه النار وفقًا لقائد آخر من البشمركة. تم القبض على حوالي 16 من مقاتلي البشمركة الآخرين على يد تنظيم داعش ثم قُتلوا بعد ذلك في عملية إعدام على مراحل.
في اليوم التالي قُتل قائد آخر من البيشمركة، الجنرال حسين منصور قائد وحدات الدعم القتالية الثانية في منطقة كركوك بنيران القناصة بينما كان يقود هجومًا على بلدة ملا عبد الله. استعادت قوات البشمركة أيضًا حقول نفط خباز. لكن مقاتلي تنظيم داعش أشعلوا النار في بعض آبار النفط قبل إزالتها. استعادت القوات الكردية 8 قرى من تنظيم داعش.